# Jens Todt
Pour les articles homonymes, voir Todt.
Jens Todt est un footballeur allemand né le 5 janvier 1970 à Hamelin.

## Carrière
- 1990-1991 : TSV Havelse  Allemagne
- 1991-1996 : SC Fribourg  Allemagne
- 1996-1999 : Werder Brême  Allemagne
- 1999-2003 : VfB Stuttgart  Allemagne